# The Social Dilemma
The Social Dilemma is een Amerikaans docudrama uit 2020 onder regie van Jeff Orlowski. De film gaat kritisch in op de gevolgen van sociale media voor de samenleving. De film ging in première op het Sundance Film Festival op 26 januari 2020.

## Inhoud
De film onderzoekt de macht van sociale media en de schade die deze hebben veroorzaakt aan de samenleving. De nadruk ligt hierbij op de manipulatie van de sociale-mediagebruikers voor financieel gewin van techbedrijven door toezichtskapitalisme en datamining. De sociale media zijn zo ontworpen dat ze een verslavende werking hebben. Ze kunnen door hun ontwerp ook gemakkelijk gebruikt worden voor politieke manipulatie en het verspreiden van complottheorieën, zoals bij de Pizzagate, en nepnieuws, zoals desinformatie over het coronavirus. De film onderzoekt de nadelige effecten van sociale media op de geestelijke gezondheid van adolescenten.
De film bevat interviews met voormalig leidinggevenden en werknemers van Amerikaanse techbedrijven en sociale mediaplatforms, zoals Facebook, Google en Apple. Naast deze interviews wordt via een dramatisering de verslaving aan sociale media van een tiener getoond.

## Rolverdeling

### Geïnterviewden
- Tristan Harris, voormalig ethicus van Google, voorzitter van het Center for Humane Technology
- Jaron Lanier, auteur en ondernemer
- Shoshana Zuboff, emeritus professor aan de Harvard Business School
- Jeff Seibert, voormalig directeur productmanagement van Twitter
- Roger McNamee, investeerder en auteur
- Aza Raskin, ontwikkelaar van Infinite Scroll
- Sandy Parakilas, voormalig leidinggevende bij Facebook
- Cynthia Wong, voormalig internetwetenschapper bij Human Rights Watch
- Tim Kendall, voormalig bestuursvoorzitter van Pinterest
- Anna Lembke, medisch directeur aan de Stanford School of Medicine
- Bailey Richardson, voormalig medewerker bij Instagram
- Guillaume Chaslot, voormalig softwareontwikkelaar bij Google
- Renée DiResta, wetenschapper aan het Stanford Internet Observatory

### Acteurs
- Skyler Gisondo als Ben
- Kara Hayward als Cassandra
- Vincent Kartheiser als A.I.
- Sophia Hammons als Isla
- Catalina Garayoa als Rebecca
- Barbara Gehring als moeder
- Chris Grundy als stiefvader